# Cultura del Mississipi

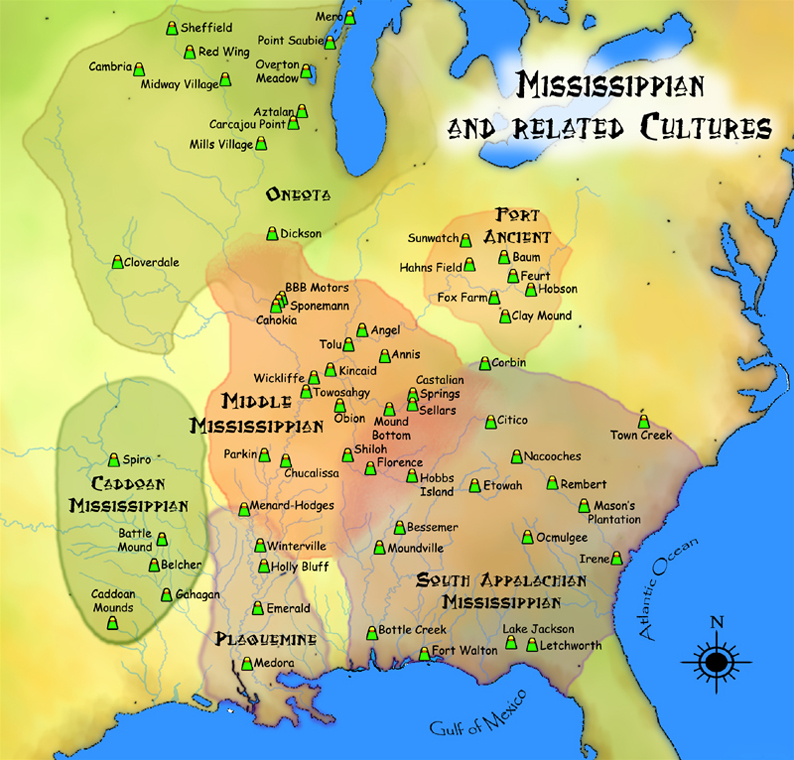
Mapa que mostra les àrees aproximades de les diverses cultures del Mississipi i relacionades.

La cultura del Mississipi fou una cultura arqueològica ameríndia de constructors de monticles que va florir al que és ara l'Oest Mitjà, Est i Sud-est aproximadament del 800-1600 CE, variant regionalment.
La forma de vida del Mississipi va començar a desenvolupar-se a la vall del riu Mississippí (que li dona nom). Les cultures a l'afluent vall del riu Tennessee també poden haver començat a desenvolupar les característiques del Mississipi en aquest punt. Gairebé tots els jaciments del Mississipi són de data anteriors a 1539-1540 (quan Hernando de Soto va explorar la zona) amb notables excepcions entre les comunitats natchez que mantingueren pràctiques culturals mississipianes en el segle xviii.

## Trets culturals

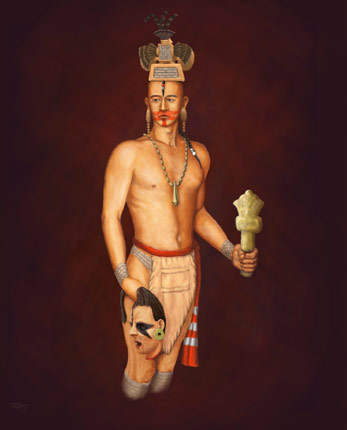
Un sacerdot mississipià, amb una maça cerimonial de pedra i un cap tallat, imatge de Herb Roe, basada en una placa de coure

Una sèrie de trets culturals són reconeguts com a elements característics dels habitants del Mississipi. Encara que no tots els pobles del Mississipi practicaven totes les activitats, eren diferents dels seus avantpassats en l'adopció de totes o algunes d'aquestes característiques.
1. La construcció de monticles piramidals de terra grans i truncats, o monticles de plataforma. Aquests monticles eren generalment quadrats, rectangulars o a vegades circulars. Les estructures (cases domèstiques, temples, ossaris, o altres) es van construir generalment sobre d'aquests monticles.
2. Agricultura basada en el blat de moro. En la majoria dels llocs, el desenvolupament de la cultura Mississipiana va coincidir amb l'adopció a gran escala de l'agricultura intensiva del blat de moro, que va suportar poblacions més grans i especialització artesanal.
3. L'adopció i ús de petxines riberenques (o més rarament marines) com a agents de tremp de la seva ceràmica.
4. Xarxes comercials esteses cap a l'Oest fins a les muntanyes Rocoses, al nord dels Grans Llacs d'Amèrica del Nord, al sud del Golf de Mèxic, i a l'est a l'oceà Atlàntic.
5. El desenvolupament del cacicat o el nivell complex de cacicat de complexitat social.
6. El desenvolupament de desigualtat social institucionalitzada.
7. Centralització del control del poder polític i religiós combinat en mans d'uns pocs o d'un.
8. Començaments d'una jerarquia d'assentaments, en què un centre important (amb monticles) té una clara influència o control sobre una sèrie de comunitats menors, que poden o no posseir un nombre més petit de monticles.
9. L'adopció de la parafernàlia del Complex Cerimonial del Sud-est (SECC), també anomenat Culte Meridional. Aquest és el sistema de creences dels habitants de Mississipi com els coneixem. Articles del SECC es troben en jaciments de la cultura Mississipi des de Wisconsin (veure Parc Estatal Aztalan) a la costa del Golf, i des de Florida a Arkansas i Oklahoma. El SECC va estar lligat amb freqüència al ritual del jocs com el chunkey.

Els habitants de Mississipi no tenien sistema d'escriptura o arquitectura de pedra. Van treballar de manera natural dipòsits de metalls, com ara martellejant i recuitant coure per a objectes rituals com plaques de coure del Mississippi i altres decoracions, però no fondre el ferro o practicaren la metal·lúrgia de bronze.

## Cronologia

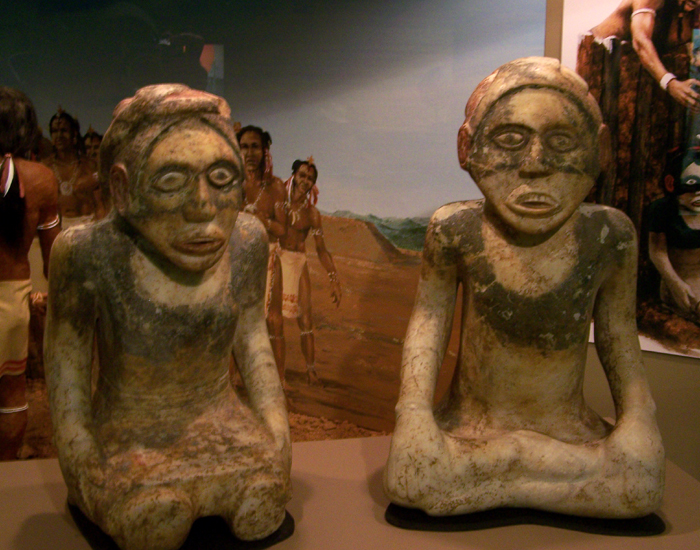
Efígies de pedra trobades al jaciment d'Etowah

Les etapes del Mississipi es divideixen generalment en tres o més períodes cronològics. Cada període és una distinció històrica arbitrària que varia regionalment. En un jaciment cada període es pot considerar que comença abans o més tard, depenent de la velocitat d'adopció o desenvolupament dels trets donats del Mississipi. El "període Mississipi" no s'ha de confondre amb la "cultura del Mississippi". El període Mississipi és l'etapa cronològica, mentre que la cultura del Mississipi són les similituds culturals que caracteritzen aquesta societat.
- Període Mississipi Inicial (c. 1000–1200 CE) significa la transició des del Silvícola Tardà (500-1000). Diferents grups abandonaren el mode de vida tribal per augmentar la complexitat, el sedentarisme, la centralització i l'agricultura. La producció d'excedents de blat de moro i les atraccions dels cacicats regionals va donar lloc a ràpides concentracions de població en els principals centres.

- Període Mississipi Mitjà (c. 1200–1400) és la cúspide de l'era Mississipi. L'expansió de les grans metròpolis i complex cerimonial a Cahokia Mounds (en l'actual Illinois), la formació d'altres cacicats complexos i la difusió i desenvolupament de l'art i simbolisme SECC són els canvis característics d'aquesta període. Els trets del Mississipi esmentats anteriorment van arribar a ser generalitzats a tota la regió.

- Període Mississipi Tardà (c. 1400–1540) es caracteritza per l'augment de la guerra, la inestabilitat política i els moviments de població. La població de Cahokia es va dispersar a principis d'aquest període (1350-1400), potser per la migració a altres centres polítics creixents. Sovint es veuen als jaciments més estructures defensives, i a vegades una disminució en la construcció de monticles, i a gran escala el cerimonial públic. Encara que algunes zones van continuar una cultura essencialment Mississipiana Mitjana fins al primer contacte significatiu amb els europeus, la població de la majoria de les zones s'havia dispersat o experimentava una tensió social severa per 1500.[4][5][6] Juntament amb els contemporànies antics pueblo, aquests col·lapses culturals coincideixen amb el canvi climàtic global de la Petita Edat de Gel. Els erudits teoritzen que la sequera i la reducció de l'agricultura de blat de moro, juntament amb la desforestació i la possible caça excessiva per les poblacions concentrades, els van obligar a allunyar-se dels llocs importants. Aquest període va acabar amb el contacte europeu i africà al segle xvi.

## Variacions regionals

### Mississipià Mitjà

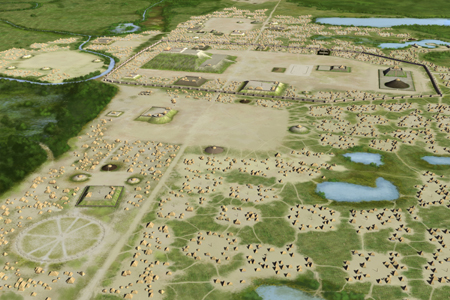
Cahokia Mounds

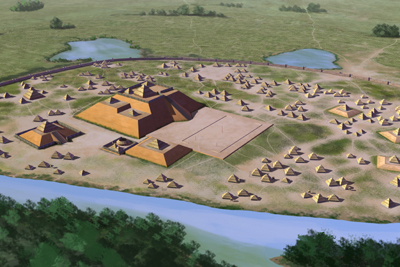
Etowah Indian Mounds

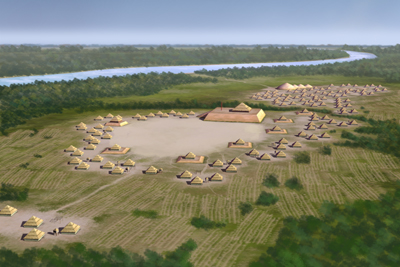
Spiro Mounds

El terme Mississipià Mitjà també s'utilitza per descriure l'essència de l'àrea clàssica de la cultura del Mississipi. Aquesta àrea cobreix el centre de la vall del riu Mississippi, la vall del baix riu Ohio i la major part de la zona Centre-Sud, incloent l'oest i centre de Kentucky, Tennessee occidental i el nord d'Alabama i Mississipi. Els jaciments d'aquesta zona sovint contenen grans monticles de plataformes cerimonials, complexos residencials i, sovint estan envoltats per rases i terraplens de terra o palissades.
Les cultures del Mississipià Mitjà, especialment la polititzada Cahokia situava vora East St. Louis, Illinois, va ser molt influent en les societats veïnes. Artefactes d'alt estatus, incloent estàtues de pedra i ceràmica associada a Cahokia, s'han trobat ara fora de l'àrea Mississippiana Mitjana. Aquests elements, especialment la ceràmica, també van ser copiats pels artistes locals.
- Cahokia Mounds: El jaciment Mississippià més gran i més complex i el major assentament precolombí al nord de Mèxic, Cahokia es considera que ha estat el més influent dels centres de cultura del Mississippi.
- Angel Mounds: Un cacicat al sud d'Indiana prop d'Evansville. Alguns arqueòlegs creuen que la cultura Caborn-Welborn tardana es va desenvolupar a partir dels pobles de Fase Angel a tot 1400 CE i va durar fins al voltant de 1700 CE.[8]
- Etowah Indian Mounds:Un jaciment arqueològic de 220.000 m² al comtat de Bartow (Geòrgia) al sud de Cartersville, als Estats Units. Construïts i ocupats en tres fases, des de 1000-1550 CE, el jaciment prehistòric es troba al marge nord del riu Etowah.
- Kincaid Site: Un important centre de monticles del Mississipi al sud d'Illinois a través del riu Ohio de Paducah (Kentucky).
- Moundville: Classificat amb Cahokia com un dels dos jaciments més importants en el nucli de la cultura del Mississipi,[9] situat vora Tuscaloosa (Alabama).
- Jaciment Parkin: És el jaciment tipus de la "fase Parkin", una expressió de la Cultura Mississipiana Tardana, que molts arqueòlegs creuen que és la província de Casqui visitada per Hernando de Soto en 1542.[10]
- Spiro Mounds: Un important jaciment arqueològic de la cultura del Mississippi situada a l'actual Oklahoma oriental. Es troba vora el riu Arkansas set milles al nord de la ciutat de Spiro.

### Mississipi dels Apalatxes del Sud
El terme Província Apalatxe Meridional fou usada originalment per William Henry Holmes en 1903 per descriure un estil de terrissa regional en el sud-est que implica decoracions de superfície aplicats amb una paleta de fusta tallada. A finals de 1960 les investigacions arqueològiques han demostrat la similitud de la cultura que va produir la ceràmica i el patró del Mississippi del Mig Oest definit pel sistema taxonòmic del Mig Oest en 1937. En 1967 James B. Griffin encunyà el terme Mississipi dels Apalatxes del Sud per descriure l'evolució en la comprensió dels pobles del sud-est. Els jaciments de l'àrea Mississipi dels Apalatxes del Sud estan distribuïts al llarg d'una zona contínua que inclou Alabama, Geòrgia, nord de Florida, Carolina del Sud, i el centre i oest de Carolina del Nord i Tennessee. Cronològicament aquesta àrea es mississipianitzà més tard que l'àrea de Mississipi Mitjà (al voltant de 1000 de la nostra era, en comparació amb 800 CE) al seu nord-oest i es creu que els pobles d'aquesta zona van adoptar trets del Mississipi dels seus veïns del nord-oest.
Els assentaments típics es troben a les planes d'inundació fluvials i van incloure llogarets amb palissades defensives que tancaven monticles de plataformes i àrees residencials. Etowah i Ocmulgee (ambdós situats a Geòrgia) són exemples prominents dels assentaments del Mississipi dels Apalatxes del Sud.

### Mississipi Caddo

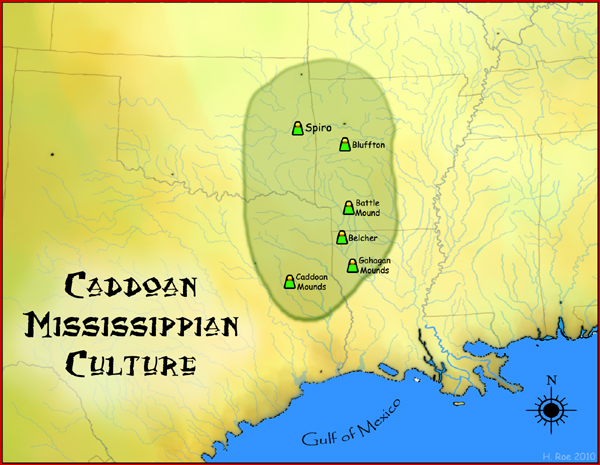
Mapa de la Cultura Caddo Mississipiana i alguns jaciments importants

L'àrea mississipiana caddo, una variant regional de la cultura mississipiana, cobria un gran territori que incloïa l'actual est d'Oklahoma, oest d'Arkansas, nord-est de Texas, i nord-oest de Louisiana. Les evidències arqueològiques ha donat lloc a un consens dels experts que la continuïtat cultural és ininterrompuda des de la prehistòria fins a l'actualitat, i dels avantpassats directes dels caddos i parlants de llengües caddo en temps prehistòrics, en el temps del primer contacte europeu i l'actual Nació Caddo d'Oklahoma.
El clima en aquesta zona era més sec que a les àrees dels boscos de l'est, la qual cosa dificulta la producció de blat de moro, i la menor població a les planes de l'oest pot haver significat menys cacicats veïns en competència. Els principals llocs com Spiro i Battle Mound estan a les valls del riu Arkansas i del riu Red, la major i més fèrtil de les vies navegables de la regió caddo, on l'agricultura de blat de moro hauria estat més productiva. Els llocs generalment no tenien fortificacions palissades de fusta que es troben sovint a les principals ciutats del Mississipi Mitjà. Vivint en la vora occidental del món del Mississipi, els caddos podien haver-se enfrontat a menys amenaces militars dels seus veïns. Les seves societats també podien haver tingut un nivell una mica inferior d'estratificació social.
Els caddos eren parlants d'una de les moltes llengües caddo. Les llengües caddo tenien aleshores una àmplia distribució geogràfica, però moltes s'han extingit. Les llengües modernes de la família caddo són el caddo i el pawnee, parlades actualment per persones d'edat avançada.
Hernando de Soto va dirigir una expedició a la zona a principis dels anys 1540, hi va trobar diversos grups nadius que actualment es creu que havien estat caddos. Els caddo es componien de moltes tribus i es van organitzar en tres confederacions, els hasinai, kadohadacho i natchitoches, que estaven units per les seves llengües similars.

### Mississipi Plaquemine

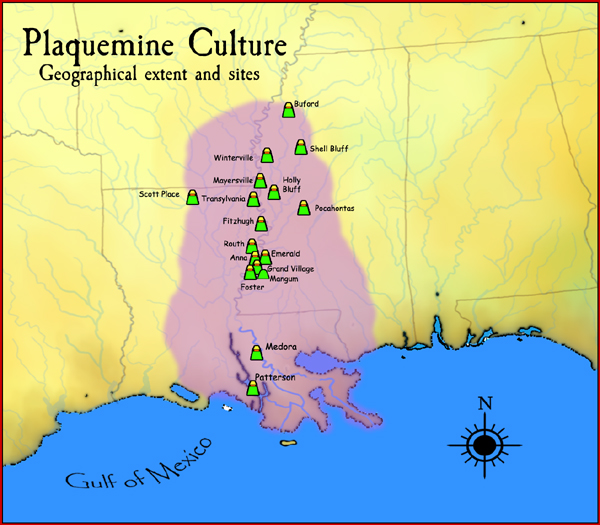
Mapa mostrant l'extensió geogràfica de la cultura Plaquemine i alguns dels principals jaciments

La cultura Plaquemine fou una cultura arqueològica a la vall del baix riu Mississipi a l'oest de Mississipi i est de Louisiana. Bons exemples d'aquesta cultura són els Medora Site (el jaciment tipus per a la cultura i el període) a la parròquia de West Baton Rouge, Louisiana i els jaciments Anna, Emerald Mound, Winterville i Holly Bluff ubicats a Mississipi. La cultura Plaquemine era contemporània de la cultura Mississipiana Mitjana als Cahokia Mounds a St. Louis, Missouri. Se la considera avantpassada dels pobles natchez i taensa.
- Emerald Mound: Un jaciment arqueològic del període Plaquemine Mississipià situat al Natchez Trace Parkway vora Stanton (Mississipi). El jaciment data del període entre 1200 i 1730 la CE. El monticle de plataforma és el segon major moviment de terres precolombina al país, després de Monks Mound a Cahokia.
- Grand Village of the Natchez: La principal vila dels natchez, amb tres monticles. L'únic monticle utilitzat i mantingut en temps històrics.

## Cacicats mississipians coneguts
Tot i que la cultura del Mississipi va ser fortament pertorbat abans que fos escrita una comprensió completa del panorama polític, molts òrgans polítics del Mississipi van ser documentats i altres han estat descoberts per la investigació.

## Nacions modernes relacionades
Els pobles del Mississipi eren gairebé segurament avantpassats de la majoria de les nacions ameríndies que viuen en aquesta regió en l'època històrica. Les nacions ameríndies històriques i modernes creuen ser descendents dels antics pobles de la cultura del Mississipi cultura inclouen: els alibamus, apalachee, caddos, cherokees, chickasaws, choctaws, muscogee creek, guale, hitchiti, houma, kanza, missouria, mabila, natchez, osage, quapaw, seminola, tunica-biloxi, yamasee i yuchi.

## Contacte amb els europeus

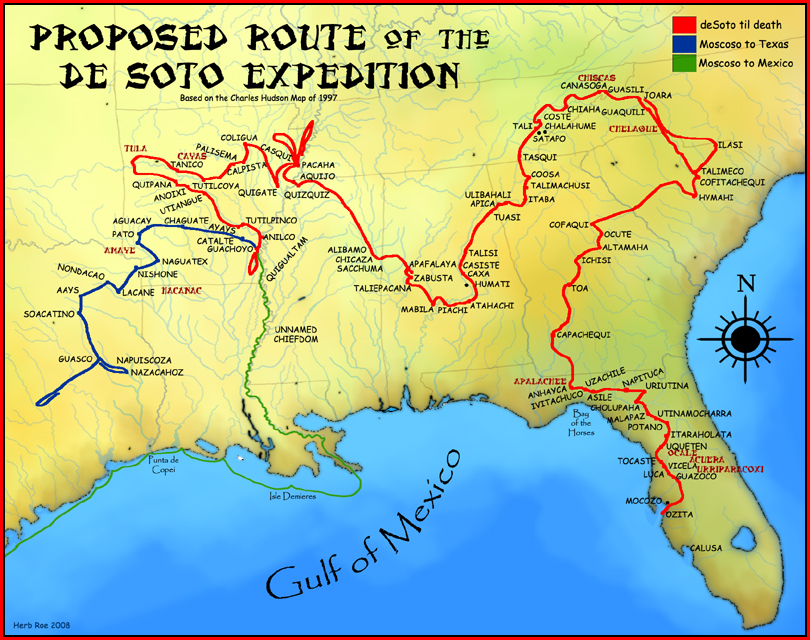
Mapa mostrant la ruta de De Soto pel Sud-est

A Joara, vora Morganton (Carolina del Nord), els amerindis de la cultura del Mississipi interactuaren amb els exploradors espanyols de l'expedició de Juan Pardo, qui va construir una base allà el 1567 anomenada Fuerte de San Juan. Hi ha la documentació de l'expedició i l'evidència arqueològica de la fortalesa i de la cultura ameríndia. Els soldats van romandre al fort prop de 18 mesos (1567-1568) abans que els nadius els matessin i destruïssin el fort. (Ells van matar als soldats estacionats en cinc forts; només un home de 120 va sobreviure). S'han recuperat artefactes espanyols del segle xvi des del jaciment, marcant la primera colonització europea a l'interior del que seran els Estats Units.
Els erudits han estudiat els registres de l'expedició d'Hernando de Soto de 1539-1543 per aprendre dels seus contactes amb els ciutadans de Mississipi, mentre viatjava a través dels seus pobles del sud-est. Va visitar molts pobles, en alguns casos s'hi allotjà durant un mes o més temps. La llista de llocs i pobles visitats per l'expedició d'Hernando de Soto recull aquests pobles. Algunes trobades van ser violentes, mentre que altres eren relativament pacífiques. En alguns casos, de Soto sembla haver estat utilitzat com una eina o com un aliat en antigues disputes nadiues. Per exemple, de Soto va negociar una treva entre Pacaha i Casqui.
Trobades posteriors de De Soto van deixar prop de la meitat dels espanyols i potser centenars d'amerindis morts. Les cròniques de De Soto es troben entre els primers documents escrits sobre els pobles del Mississipi, i són una valuosa font d'informació sobre les seves pràctiques culturals. Les cròniques de l'expedició de Narváez van ser escrites abans de l'expedició de Soto; l'expedició de Narváez va donar a conèixer a la Cort els fets de Soto sobre el Nou Món.
Després de la destrucció i la marxa de l'expedició de Soto, els pobles del Mississipi continuaren la seva forma de vida amb poca influència europea directa. Indirectament, però, les expedicions europees van canviar dramàticament les societats natives a l'est dels Estats Units. A causa que els nadius no tenien immunitat a les noves malalties infeccioses, com el xarampió i la verola, les epidèmies van causar tantes morts que van soscavar l'ordre social de molts cacicats. Alguns grups van adoptar cavalls europeus i van canviar al nomadisme. Les estructures polítiques es col·lapsaren en molts llocs.
En els documents escrits en el moment, la forma de vida del Mississipi havia canviat irrevocablement. Alguns grups mantingueren un vincle de tradició oral del seu passat de constructors de monticles, com la dels cherokees a finals del segle xix. Altres grups amerindis, després d'haver emigrat a molts centenars de quilòmetres i haver perdut la seva gent gran per les malalties, no sabien que els seus avantpassats havien construït els monticles que esquitxen el paisatge. Això va contribuir al mite dels constructors de monticles com un poble diferent dels amerindis, que va ser rigorosament desacreditat per Cyrus Thomas en 1894.